# SVG Air
SVG Air (St. Vincent Grenadines Air) ist eine vincentische Fluggesellschaft mit Sitz in Kingstown. Die Fluglinie ist im privaten Besitz und wurde von der Familie Barnard gegründet. Sie fliegt einige Ziele in der Karibik an und führt auch Charterflüge durch.

## Geschichte
Die Fluggesellschaft wurde 1990 gegründet und begann den Flugbetrieb mit einer Britten-Norman BN-2 Islander. Sie wird von privaten Besitzern (den Familien Barnard und Gravel) geleitet. Hauptsitz ist auf St. Vincent, es gibt jedoch auch Sitze in Barbados, St. Lucia und Grenada.

## Flugziele und Flotte
SVG Air fliegt einige Ziele in der Karibik an, darunter in St. Lucia und Barbados.
Mit Stand Februar 2022 besteht die Flotte der SVG Air aus zwölf Flugzeugen.
- 6 De Havilland Canada DHC-6-300
- 4 Britten-Norman BN-2 Islander
- 1 Cessna Citation CE-525B
- 1 Cessna Citation II Bravo

## Zwischenfälle
Seit dem Beginn des Flugbetriebes gab es zwei Flugunfälle mit Totalverlust der Maschinen. Dabei kamen insgesamt drei Menschen ums Leben:
- Am 19. November 2006 stürzte eine Aero Commander 500 der SVG Air (Luftfahrzeugkennzeichen J8-VAX) beim Flug von Canouan nach St. Vincent beim Anflug westlich von Bequia ins Meer. Der Pilot und ein Passagier starben.[3]

- Am 5. August 2010 verschwand eine Cessna 402C der SVG Air (J8-SXY) auf dem Flug nach Canouan südlich von Bequia, wo sie ein Unfallopfer aufnehmen sollte.[4][5] Einziger Insasse war der Pilot.